# Taysan
Taysan (Bayan ng Taysan) är en kommun i Filippinerna. Kommunen ligger på ön Luzon, och tillhör provinsen Batangas. Folkmängden uppgår till 35 357 invånare.

## Barangayer
Taysan är indelat i 20 barangayer.
| - Bacao - Bilogo - Bukal - Dagatan - Guinhawa - Laurel - Mabayabas - Mahanadiong - Mapulo - Mataas Na Lupa | - Pag-Asa - Panghayaan - Piña - Pinagbayanan - Poblacion East - Poblacion West - San Isidro - San Marcelino - Santo Niño - Tilambo |